# Chiesa dell'Annunziata (Terracina)
La chiesa dell'Annunziata è un luogo di culto cattolico risalente alla metà del XIII secolo situato a Terracina, nella provincia di Latina, una zona del basso Lazio costiero.

## Storia
La chiesa è stata costruita nella prima metà del XIII secolo. Nel Medioevo rappresentava la parrocchia dell'antico Borgo Murato, fuori Porta Albina.
Nel 1473, pur rimanendo sotto la giurisdizione del comune di Terracina, è assegnata in beneficio, da papa Sisto IV della Rovere (1471-1484), al presbitero Nicola Trumbatore.
Il 19 giugno 1537, dopo l'affidamento della chiesa ai Celestini, viene costruito un monastero, collegato alla chiesa da una porta sul suo lato sinistro, oggi scomparsa.
Nel 1680, il Vescovo Ercole Domenico Monanni crea la congregazione della SS. Annunciationis.
Agli inizi del XVIII secolo, la chiesa si trova in gravi condizioni; nel 1705, l'edificio viene restaurato come mostrano alcuni particolari della decorazione architettonica ancora visibile; dopo il passaggio ai Carmelitani, avvenuto in questo periodo, le notizie intorno al monumento sono scarse.
Nel 1710, l'abate Accoramboni, protonotario apostolico, ordina il rifacimento del gradino dell'altare maggiore. Altre indicazioni di restauro riguardano le cappelle presenti nella chiesa: san Carlo Borromeo, san Biagio e la Vergine del Carmelo.
Nel 1729, papa Benedetto XIII, di ritorno da Benevento, il pomeriggio del 30 maggio arriva a Terracina e sosta nella chiesa dell'Annunziata per udire la messa; ospitato nel convento dei domenicani, ripartirà pochi giorni dopo per Cisterna.
Il 23 aprile, 1734, i frati Carmelitani, dato il numero elevato di salme sepolto nella chiesa, ottengono di essere sepolti nella tomba in S. Cesario avanti il fonte battesimale. 
La Confraternita del carmine tentò un recupero della chiesa nel 1867, trasferendosi nei suoi locali, ma le gravi condizioni in cui versava, la fecero di nuovo abbandonare verso la fine dell'Ottocento.
Nel 1927 su segnalazione del Regio Ispettore degli Scavi e Monumenti di Terracina, Antonio Monti, apprendiamo che l'Annunziata aveva bisogno di urgenti restauri al tetto e al fianco nord per impedire le infiltrazioni d'acqua.
L'ultimo intervento di rilievo in ordine di tempo sono stati i lavori al tetto a capriate avvenuto nella primavera del 1989.
Non si sa con esattezza quando sia stata abbandonata ufficialmente come luogo di culto né a quando risale la sua sconsacrazione.

## Descrizione

### Ubicazione
La costruzione si erge ai lati della via Annunziata all'incrocio con via Foro Severiano, una piazzetta lastricata antistante costituisce l'unico accesso dalla strada. Osservandola di fronte si notano i resti dell'antica cinta muraria discendente che segue la pendenza della strada laterale. Sulla sinistra, a ridosso dell'edificio, sorge un palazzo di epoca recente.

### Arte e architettura

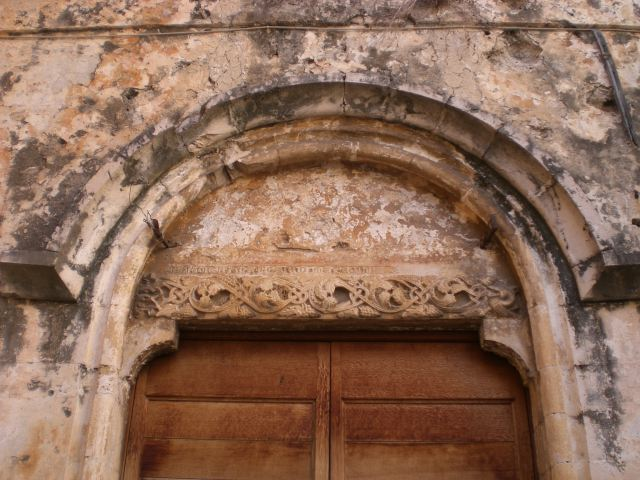
Particolare del portale (metà del XIII secolo)

L'elemento più significativo all'esterno dell'edificio è rappresentato dall'architrave del portale, sostenuto da due mensole fogliate e decorato lungo la superficie da un intreccio di tralci viminei in rilievo, che fuoriesce dalle bocche di due animali fantastici situati alle estremità.
Sulla decorazione è posta un'iscrizione in caratteri gotici che reca il nome dell'autore: MAGI[STER] A[N]DREAS DE PIPERNO ME FECIT. Si tratta di uno scultore originario di Priverno, famoso soltanto per aver realizzato questo portale, probabilmente nella prima metà del XIV secolo. Recenti restauri a Priverno hanno fatto avanzare l'ipotesi di una dipendenza compositiva dell'opera, dall'archivolto centrale del portico del duomo (metà del secolo XIII).
Sulla facciata si trova anche un piccolo campanile a vela, la cui campana bronzea è custodita nel locale museo civico Pio Capponi.
All'interno, l'edificio è disposto secondo una pianta gotica a navata unica, con il presbiterio posto in un'abside quadrangolare poco profonda, su un piano rialzato; ad introdurlo un grande arco a sesto acuto, coperto da una volta a crociera ogivale, in cui si riconoscono tracce di affreschi duecenteschi, con medaglioni dipinti sugli spicchi della volta.
Nelle due piccole cappelle con altare, anch'esse rialzate, poste lungo la parete sinistra, si conservano tracce di vecchi affreschi, disposti di fronte agli altari in pietra costruiti sulla parete destra.
Gli altari erano dedicati a san Carlo Borromeo, san Biagio, san Crescenzio, san Rocco e alla Vergine del monte Carmelo. Quest'ultima dedica e relativo culto è da mettere in relazione con la presenza, nel monastero adiacente, dell'ordine dei Carmelitani, attestata agli inizi del XVIII secolo.

## Altre immagini

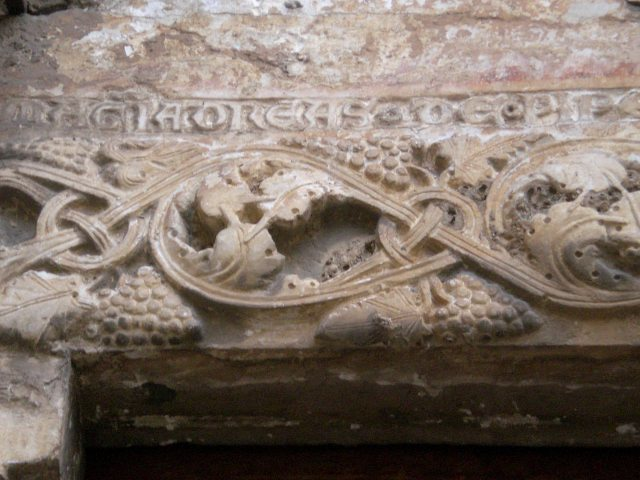
Particolare dell'architrave del portale con il nome dell'artista
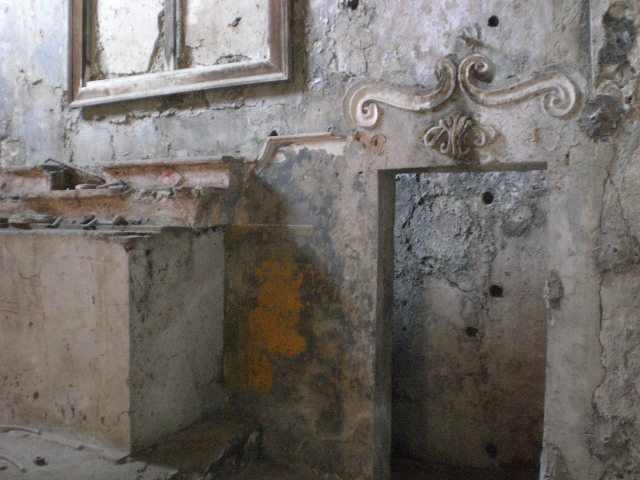
Resti dell'altare maggiore
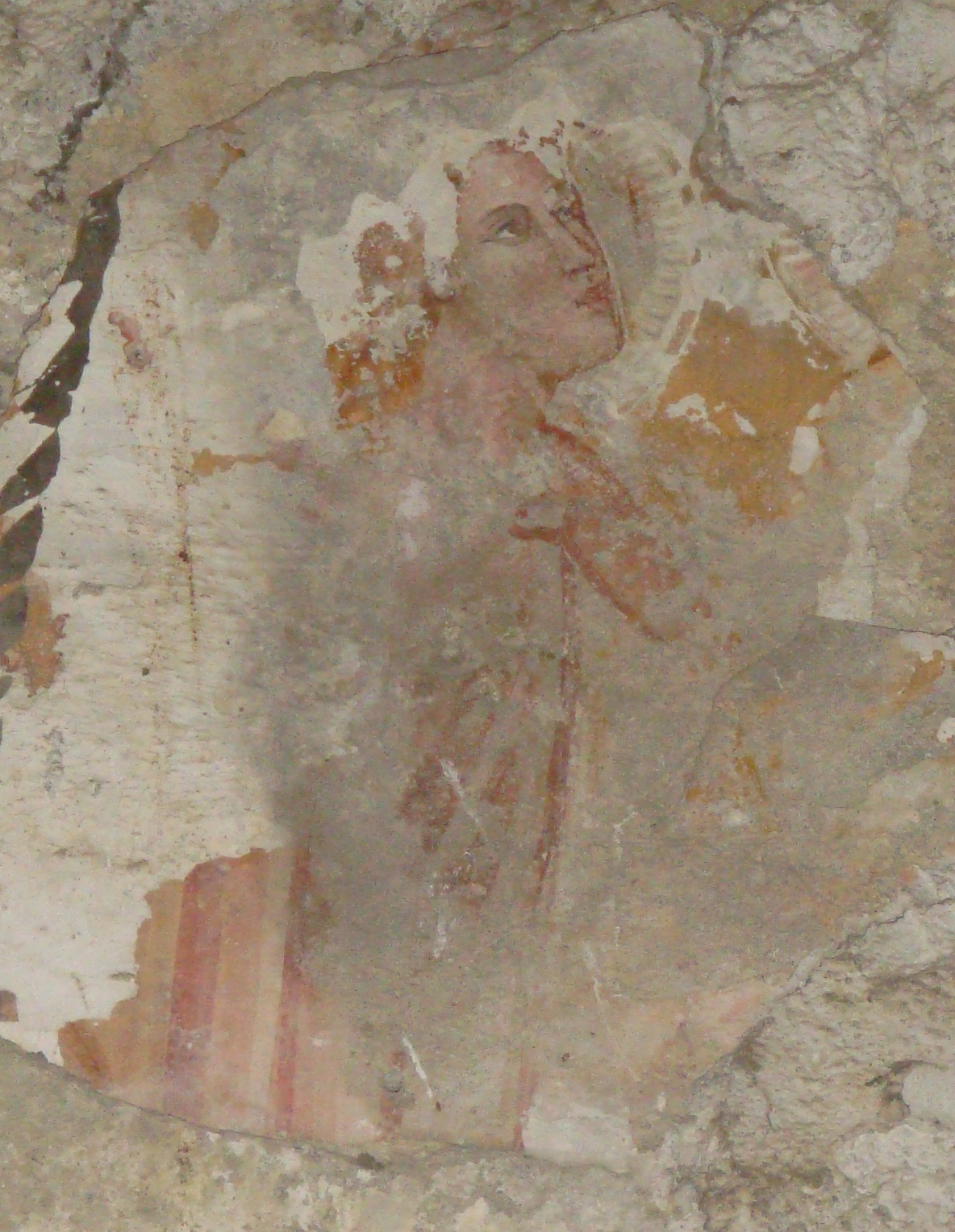
Affresco medioevale con figura femminile
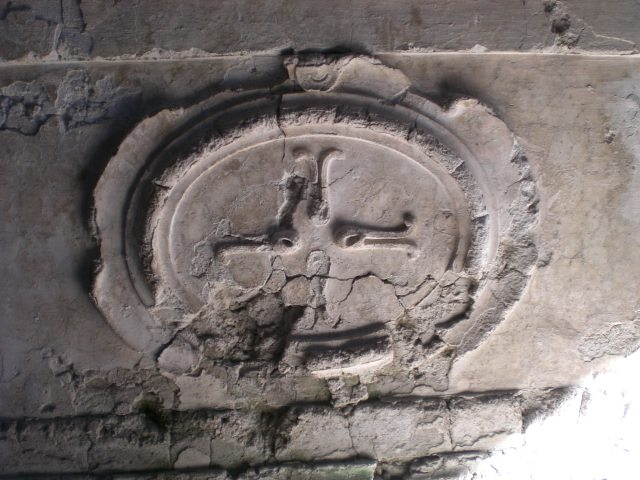
Decorazione barocca in stucco

### Monografie
- D. M. Contatore, De Historia Terracinensi Libri Quinque, Roma, 1706.
- M.R. De La Blanchère, Terracine. Essai d'histoire locale, Bibliothèque des Écoles Françaises d'Athènes et de Rome. XXXIV, Parigi 1884 (tradotta in italiano nel 1983 dalla Cooperativa “Altracittà” di Terracina).
- Arturo Bianchini, Storia di Terracina, prima edizione, Terracina, 1952.
- Arturo Bianchini, Saggi su Terracina, prima edizione, Terracina, 1972
- Baldo Conticello, Terracina, edizioni palatino, Roma 1967, Itri 1976.
- Fabrizio M. Apolloni Ghetti, Terracina, cardine del Lazio costiero, Arti grafiche pedanesi, Roma 1982
- Giuseppe Lugli, Guida al museo Civico, Roma 1940.
- S. Aurigemma, A. Bianchini, A. De Santis, Circeo -Terracina-Fondi, “Itinerari dei Musei, Gallerie e Monumenti d'Italia, Roma 1966.
- AA. VV. Terracina, “Luoghi d'Italia”, Octavo, Firenze 1999.
- E. di Gioia, La Cattedrale di Terracina, Terracina, 1982.
- P. Longo, Il Duomo di Terracina, De Cristoforo, Roma, 1991.

### Saggi
- C. Rech, Terracina e il Medioevo. Un punto di osservazione sul primo millennio alla fine del secondo millennio (Catalogo della Mostra “Terracina e il Medioevo”) Quasar, Roma, 1989.
- G. Zander, Terracina medievale e moderna attraverso le sue vicende edilizie, in “Quaderni dell'Istituto di Storia dell'Architettura dell'Università degli Studi ‘La Sapienza’ ”, Roma, 1961.
- G. Zander, Contrasto di maestranze: scuola cistercense dei lapicidi di Fossanova e maestranze di marmorari romano-campani nella ricostruzione della Cattedrale di Terracina, in Saggi in onore di Renato Bonelli, “Quaderni dell'Istituto di Storia dell'Architettura dell'Università degli Studi ‘La Sapienza’ ”, Roma, 1991-1992.
- G. Zander, L'influsso cistercense di Fossanova sulle tre cattedrali di Terracina, Sezze e Priverno nella Marittima, in Scritti in memoria di Giuseppe Marchetti Longhi, “Biblioteca di Latium”, 10-11, Anagni, 1990.
- L. Mione Ployer, Contributi per una storia del territorio pontino. Il Cinquecento a Terracina, in Pio VI. La Paludi Pontine. Terracina, a cura di G. R. Rocci, Terracina, 1995.
- L. Mione Ployer, Il Settecento a Terracina, in “Supplementi all'Archivio Storico della Società per la Storia Patria della Provincia di Latina, I, Latina 2001.
- G. Moroni, Dizionario di erudizione storico-ecclesiastica da S. Pietro ai giorni nostri, LXXIV, Venezia, 1855.
- A. Busiri Vici, Benedizione di Pio VI a Terracina nell'Ascensione del 1795, in “L'Urbe”, 2, 1968.
- U. Broccoli, S. Cesario e S. Angeletto in Terracina: sopravvivenza di due edifici di culto, in Archeologia Laziale III, Terzo Incontro di studio del Comitato per l'archeologia laziale, “Quaderni del Centro di studio per l'archeologia etrusco-italica”, 4, 1980.
- P. Longo, Terracina: I luoghi di culto dall'alto Medioevo al XVIII secolo, in Studi in onore di Arturo Bianchini, Terracina, 1994.
- R. Malizia, Annali Lazio Meridionale, La distruzione della "Case Pellegrini" di Terracina e lo scoprimento del tratto urbano dell'Appia traianea, nº2, anno 2007.

### Schede monumentali del Museo civico "Pio Capponi"
- Venceslao Grossi, Rosario Malizia, Centro storico alto. 2. L'età medievale. Percorsi monumentali, Comune di Terracina, Latina 1996.
- Venceslao Grossi, Rosario Malizia, Maria Iride Pasquali, Centro storico alto. 3. L'età moderna. Percorsi monumentali, Comune di Terracina, Latina 1998.
- Venceslao Grossi, Rosario Malizia, Il Centro storico basso di Terracina. Percorsi monumentali, Fondi 1998.